# Сибирская советская республика
Сиби́рская сове́тская респу́блика — советское государственное образование в составе РСФСР, существовавшее с 28 февраля по 28 августа 1918 года на территории Сибири. Управлялась Центросибирью. Пала в результате Чехословацкого мятежа и наступления белых 28 августа 1918 года (роспуск Центросибири). 
Столица — Иркутск, где находились Центросибирь, Сибирский Совнарком, а также проходили Общесибирские съезды Советов.

## История

### Образование республики
Сибирская советская республика была провозглашена 28 февраля 1918 года на II Общесибирском съезде советов в свете проходивших тогда конфликтов по поводу заключения Брестского мира между Советской Россией и Центральными державами. Выступая против подписания договора, Центросибирь оказала влияние на съезд, в результате чего была принята следующая резолюция: 

 III. От имени Сибирской советской республики второй Всесибирский съезд Советов заявляет, что он не считает себя связанным мирным договором, если таковой заключит Совет Народных Комиссаров с германским правительством. Посылая свой братский привет борющемуся революционному пролетариату Австрии и Германии, съезд выражает твёрдую уверенность бороться до конца за интернациональный социалистический мир. — Борьба за власть Советов в Иркутской губернии (октябрь 1917 г. — июль 1918 г.): сборник документов. — С. 214—215.
Неповиновение правительству Ленина было вызвано опасениями возможной интервенции стран Антанты на территорию Сибири. Местная советская власть взяла курс на построение автономной государственности с собственными наркоматами иностранных дел, государственных имуществ, обороны.
Однако сопротивление противников мирного договора во главе с Шумяцким было преодолено, в результате чего последний подал в отставку и ушел добровольцем на Германский фронт. Ленин в свою очередь, предложил "ограничиться автономией Сибири как неразрывной части России". Назначенный из центра Яковлев распустил комиссариаты, заменив их исполнительными отделами, а также упразднив комиссариаты иностранных дел и государственных имуществ.
Дефиниция "Сибирская советская республика" продолжала употребляться в обиходе, Центросибирь и Сибсовнарком продолжали существование и автономное управление Сибирью, однако магистральные направления политики определялись уже Москвой. Центросибирь публично отвергала обвинения в "советском областничестве", "сепаратизме", "независимости", подчеркивая необходимость всеобщего объединения против "мирового империализма".
5 апреля 1918 года была принята резолюция с протестом против интервенции, в ней сообщалось о введении военного положения в Сибири и создании Сибирского военно-революционного штаба. Также был создан Сибвоенкомат объединивший Омский, Иркутский и Приамурский военные округа во главе с прапорщиком П. Н. Половниковым, начальником главного штаба стал бывший генерал А. А. Таубе. В середине апреля начали свою работу курсы комсостава, началось создание интернациональных отрядов. В апреле-мае создается Сибирская ЧК во главе с И. С. Постоловским.
Весной 1918 года был создан Забайкальский (Даурский фронт), войска которого во главе с С. Г. Лазо вели бои с войсками атамана Семёнова, 8 мая вышел декрет Центросибири в котором Семенов объявлялся "врагом народа", стоящим вне закона.

### Падение республики
С Чехословацким корпусом первоначально велись переговоры и предпринимались все меры для скорейшего продвижения корпуса на восток. Но 26 мая 1918 года Центросибирь приняла решение о разоружении чехословацких эшелонов, прибывавших на станцию Иннокентьевская. В 15 часов на станции Иркутск завязался бой между чехословацкими легионерами и отрядами красноармейцев и интернационалистов. В результате боёв погибло 50 человек. После переговоров противник сложил оружие и освободил здание вокзала. Бои происходили и в районе железнодорожного моста через р. Иркут. 27 мая делегацией Центросибири был заключён мирный договор с белочешскими представителями. Центросибирь приняла решение создать Сибирское верховное командование для руководства военными действиями.
13 июня Центросибирь констатировала, что уже пал Нижнеудинск, и вся линия от него до Канска в руках чехов. 24 июня был заключён договор об условиях для мирных переговоров с чехами, но он был затем отвергнут, и бои продолжились. В этот же период силы Центросибири были ослаблены посылкой отряда в Якутск для установления там Советской власти.
1 июля президиум Центросибири обратился к населению Иркутска с призывом не верить слухам о бегстве всех советских организаций из Иркутска. 11 июля советские войска оставили Иркутск, Центросибирь эвакуировалась в Верхнеудинск. После отхода войск от Иркутска велись бои на Прибайкальском и Забайкальском фронтах. Состояние войск было не устойчивое, дисциплина слаба, отряды действуют по своей указке без единого плана — так описывал состояние войск комфронта П. К. Голиков в своих первых приказах.
Не сумев наладить взаимодействие с Дальневосточным СНК, Центросибирь обращалась к населению с призывом помочь её войскам. 9 августа 1918 года Центросибирь указывала, что необходимо продолжать сопротивление и обсуждала "сепаратизм" (нежелание сотрудничать) Дальсовнаркома, также она рекомендовала создать единый военный орган для ведения боевых действий на три фронта. 16 августа началась эвакуация в Читу, Верхнеудинск пал 20 августа.
21 августа был воссоздан Сибирский совнарком. В Чите была сделана последняя попытка сплотить Советы и продолжать борьбу, но и Читу советские войска оставили 26 августа. 28 августа состоялась конференция руководящих партийных, советских и военных работников на ст. Урульга. Конференция решила ликвидировать Сибирский совнарком, был создан временный ВРК которому было поручено снабдить всем необходимым уходящих в леса интернационалистов, борьбу организованным фронтом прекратить и перейти к борьбе всеми легальными и нелегальными методами.